# Беатриса
Беатриса — западноевропейское женское имя латинского происхождения.
Имя Viatrix является женской формой латинского мужского имени Viator («путешественник»). Среди ранних христиан оно приобрело популярность благодаря сходству с латинским словом «беатус» — благословенный. 
В европейской культуре самой популярной фигурой с этим именем была Беатриче, муза поэта Данте, также известна Беатриче из пьесы Шекспира «Много шума из ничего».

## Святые покровители
- Симплиций, Фаустин и Беатриса (4 в. н. э.)
- Беатриса Назаретская (1200—1268)
- Беатриса из Орнасье (ок. 1240—1306/1309)
- Беатриса да Сильва Менезес (1424—1492)

## Носители
- Беатриса де Вермандуа, королева Франции (ок. 880 — после 931)
- Беатрис де Бар, маркграфиня Тосканы (около 1019—1076)
- Беатриса де Бурбур, графиня де Гин (до 1133 — ок. 1142)
- Беатриса Ретельская, королева Сицилии (ок. 1131—1185) — жена Рожера II, короля Сицилии.
- Беатрис I (графиня Бургундии), императрица Священной Римской империи (ок. 1145—1184)
- Беатриса д’Альбон (ок. 1161—1228) — дофина Вьеннуа, графиня Альбона, Гренобля, Уазана и Бриансона.
- Беатрис II (графиня Бургундии) (ок. 1193—1231)
- Беатриса Швабская, императрица Священной Римской империи (1198—1212)
- Беатриса Прованская, графиня (1234—1267) — графиня Прованса и Форкалькье.

- Беатриса Савойская (1205—1267) — жена графа Прованса Раймунда Беренгера IV.
- Беатриса Савойская (1223—1259) — жена Манфреда III, маркграфа Салуццо. 2-й брак — Манфред, король Сицилии.
- Беатриса Савойская (1250—1292) — дочь графа Савойского Амадея IV.

- Беатриса Кастильская (1242—1303) — жена короля Португалии Афонсу III.
- Беатриса Кастильская (1293—1359) — жена короля Португалии Афонсу IV.
- Беатриса Кастильская (1254 — ок. 1286) — жена маркиза Монферрато Гульельмо VII.
- Беатриса (более известная как Санча) Кастильская (ок. 1139 — 1179) — жена короля Наварры Санчо VI.

- Беатриса (королева Португалии) (1370—1409) — консорт Кастилии и Леона.
- Беатриса Португальская (1504—1538) — жена Карла III Савойского, герцогиня-консорт Савойи.
- Беатрис (герцогиня Визеу) —  Португальская инфанта, жена герцога Визеу Фернанду (1430—1506).

- Беатрис Бургундская (дама де Бурбон) (1257—1310)
- Беатриса Люксембургская, королева Венгрии, Хорватии и Далмации (1305—1319)
- Беатриса де Бурбон (1320—1383) — королева Чехии, графиня Люксембурга.
- Беатриса Арагонская, королева Венгрии (1457—1508) — королева-консорт при Матьяше I, короле Венгрии, и Уласло II, короле Венгрии и Богемии.
- Беатрис (герцогиня Визеу) —  Португальская инфанта, жена герцога Визеу Фернанду (1430—1506)
- Беатриса, принцесса Великобритании (1857—1944) — младший ребёнок королевы Виктории и принца Альберта.
- Беатриса Саксен-Кобург-Готская, английская принцесса (1884—1966) — принцесса Великобританская и Саксен-Кобург-Готская, инфанта Испании и герцогиня Галлиерийская.
- Беатриса, инфанта Испании (1909—2002) — дочь короля Испании Альфонсо XIII.
- Беатрикс, королева Нидерландов (р. 1938)
- Беатрис Йоркская, английская принцесса (р. 1988) — старшая дочь Эндрю, герцога Йоркского.